# Oecetis hamochiensis
Oecetis hamochiensis är en nattsländeart som beskrevs av Kobayashi 1984. Oecetis hamochiensis ingår i släktet Oecetis och familjen långhornssländor. Inga underarter finns listade i Catalogue of Life.